# Aleksej Jakimenko
Aleksej Jakimenko (ryska: Алексей Андреевич Якименко), född den 31 oktober 1983 i Barnaul, Sovjetunionen, är en rysk fäktare som tog OS-brons i herrarnas lagtävling i sabel i samband med de olympiska fäktningstävlingarna 2004 i Aten.